# 张鸿年
张鸿年（1931年12月—2015年3月2日），河北永清人，中国大陆波斯文学翻译家，北京大学东语系教授，以对波斯诗歌翻译和研究著称。

## 生平
1931年，张鸿年出生在河北省永清县。
1952年，张鸿年进入北京大学求学。1956年，从北京大学俄罗斯语言文学系毕业，留校任教。后留校任教，教授俄语。不久被借调前往成立波斯语言文学系，为外国教师担当课程翻译工作，边学边译，同时作为北京大学波斯语言文学系的第一批老师和第一批学生。1960年，张鸿年结业于北京大学波斯语言文学系，从此在波斯语专业进行教学工作，成为中国第一个波斯语教师。
1986年，张鸿年到伊朗留学。1996年夏，张鸿年退休。
2015年3月2日上午8时30分，张鸿年因心脏功能衰竭去世。

## 著作
张鸿年以对波斯文学研究著称，发表过《列王纪研究》等相关专著。其参译的“汉译波斯经典文库”

### 专著
- 《波斯文学史》[1]
- 《列王纪研究》
- 《精选汉语波斯语词典》

### 译著
- 《列王纪全集》[2]
- 《果园》
- 《蔷薇园》
- 《蕾莉与马杰农》
- 《鲁拜集》
- 《四类英才》
- 《波斯帝國史》
- 《波斯故事》
- 《伊朗文化及其对世界的影响》
- 《波斯古代詩選》

## 奖项
在工作生涯中，张鸿年获得了许多奖项。下面列出其所获得的部分奖项。 
- 1992年，伊朗德黑兰大学国际波斯语研究中心文学奖。
- 1998年，伊朗阿夫沙尔基金会第六届文学历史奖。
- 2000年，伊朗总统穆罕默德·哈塔米授予其“中伊文化交流杰出学者奖”。
- 2004年，中国翻译协会“资深翻译家”荣誉称号。